# Skórzana armata

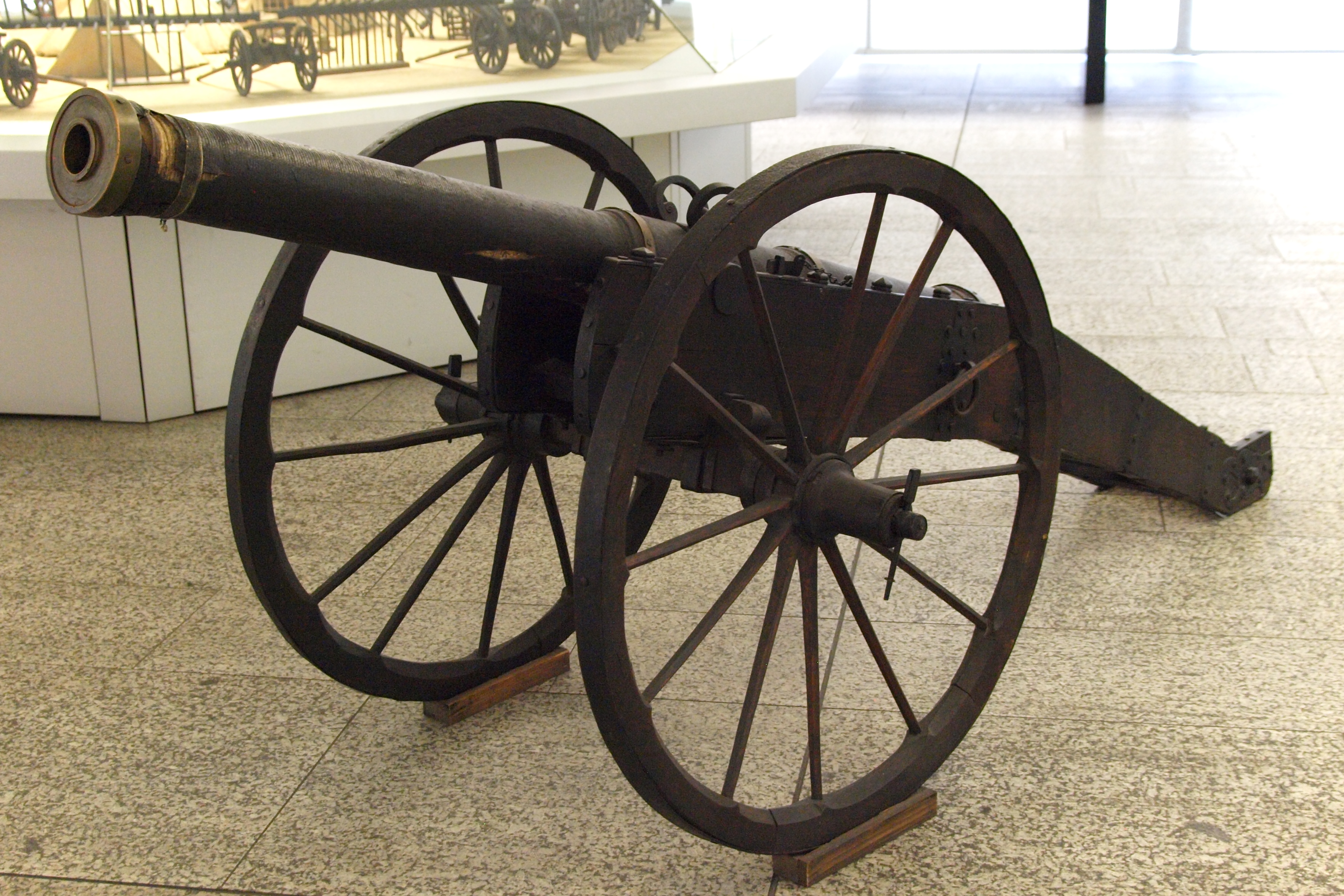
Egzemplarz skórzanej armaty ze zbiorów Germanisches Nationalmuseum w Norymberdze (2013)

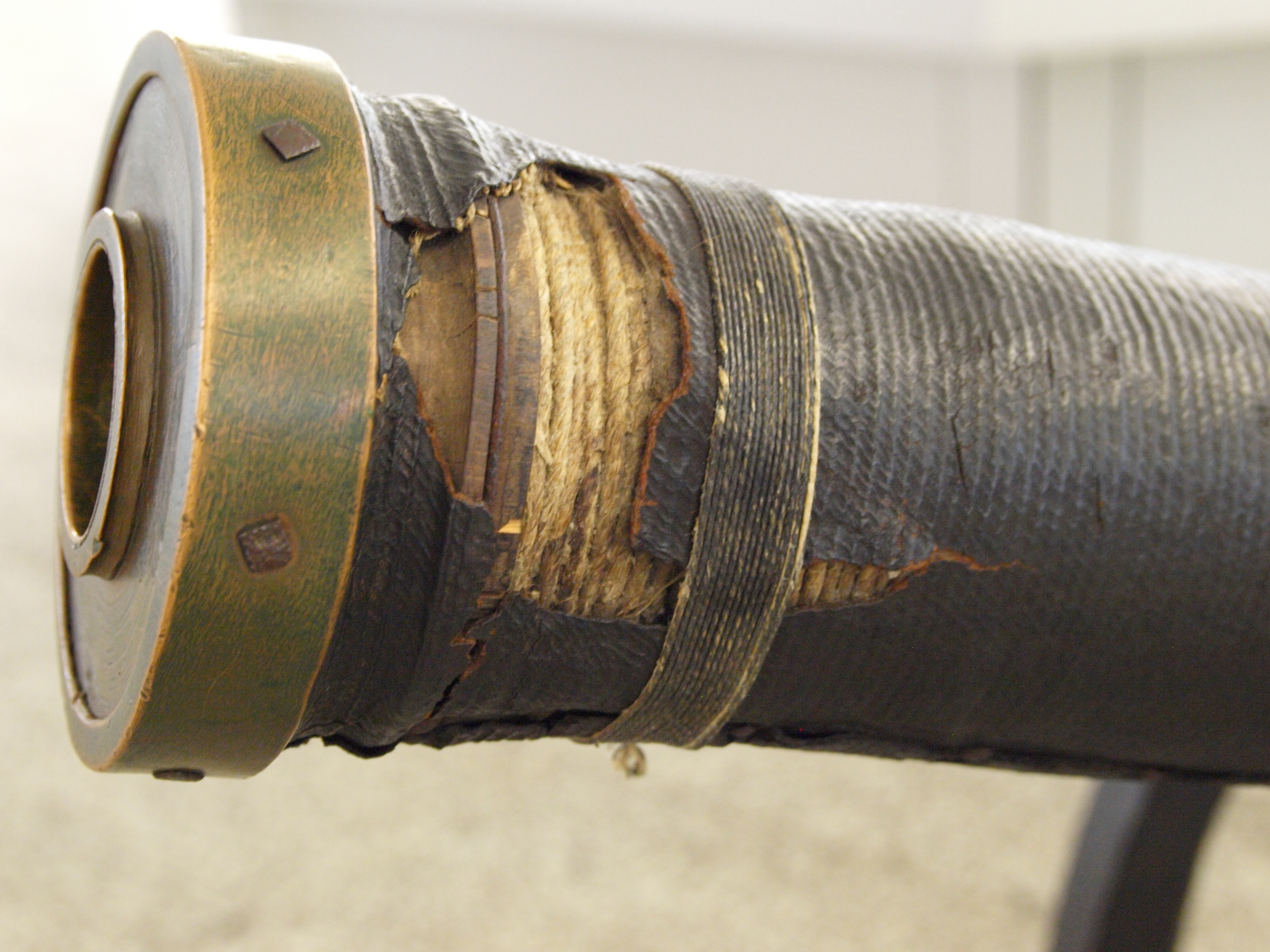
Uwarstwienie lufy mosiężnej armaty „skórzanej” w zbliżeniu

Skórzana armata (szw. läderkanon) – szwedzka lekka armata polowa skonstruowana w 1627 roku przez pułkownika Melchiora von Wurmbranda.

## Historia powstania
W rzeczywistości wynalazek ten przypisywany jest szwajcarskiemu matematykowi Philipowi Eberhardowi, który w 1622 uzyskał w Zurychu patent na wynalezienie takiego działa, a pierwszy jego egzemplarz wypróbował w 1623. Jego pomysł został jednak wykradziony przez austriackiego barona Wurmprandta, który w lipcu 1625 zdołał w Sztokholmie wypróbować pierwszą szwedzką „armatę skórzaną”. Wiadomo, że w 1628 dwóch innych wynalazców – Niemiec Ludwig Ripp oraz Szkot Robert Scott, również poddało próbom swe wersje „skórzanych armat”, lecz żadnego z tych prototypów do wykonania w Szwecji nie przyjęto, gdyż model Wurmprandta już został wdrożony do masowej produkcji. 

## Opis konstrukcji
Rdzeń lufy stanowiła mosiężna rura wzmocniona żelaznymi obręczami, do której od strony dennej przytwierdzano komorę nabojową z zapałem. Następnie lufę pokrywano kitem złożonym z mieszaniny kalafonii, oleju i terpentyny, obszywano ją workowym płótnem i szczelnie okręcano konopnym sznurem, przy czym czynność powtarzano, mocując czopy. Na koniec tak przygotowaną lufę pokrywano wcześniej sparzoną skórą końską lub wołową.
Lawety tych armat wykonywano dość niedbale; według ówczesnych świadectw dwuścienne łoże nie było nawet łączone metalowymi sworzniami, zaś koła uległy odpowiedniemu zmniejszeniu średnicy (co historycznie potwierdza jedyny zachowany egzemplarz z duńskiego Tøjhusmuseum w Kopenhadze). Podobnie też na lżejszych lawetach były osadzane działa regimentowe, szeroko później stosowane w szwedzkiej armii Gustawa II Adolfa. Używane co najmniej od połowy XVI wieku i stosowane do „skórzanych armat” rozdzielne ładunki nie były wynalazkiem szwedzkim.

## Wykorzystanie
Działo to używane było przez wojska króla Szwecji od roku 1628 podczas wojny trzydziestoletniej (1618–1648) oraz wojny polsko-szwedzkiej (1626–1629). Niemiecki jej historyk, Israel Hoppe stwierdza (Geschichte der ersten schwedischen-polnischen Kriegs in Preussen, Leipzig 1887), że pierwsze 14 armat dostarczono morzem do Prus Książęcych 9 października 1627, z czego Wurmprandt wkrótce (13 października) użył 2 dział sześciofuntowych i 4 trzyfuntowych do działań podczas oblężenia Ornety. Mimo początkowych sukcesów (m.in. przy ostrzale polskich okrętów w Wisłoujściu w 1628), zawiedziony efektami stosowania „skórzanych armat” król szwedzki w piśmie z grudnia 1628 ocenił je wprost jako bezużyteczne, równocześnie decydując też o zaprzestaniu ich produkcji. Ostatnim wiadomym przypadkiem ich użycia jest bitwa pod Trzcianą (czerwiec 1629), gdzie 10 tych armat stało się zdobyczą Polaków. Brak też dowodów na przewiezienie i użycie tej broni przez Szwedów podczas działań w krajach niemieckich po 1630 roku. Większość z nich pozostała w Prusach Książęcych i powróciła do królewskiego arsenału w Sztokholmie, gdzie 30 egzemplarzy tych armat wykazywano jeszcze w XVII-wiecznych spisach inwentarzowych w latach 40.
Armata, choć lekka i mobilna, finalnie okazała się chybionym pomysłem ze względu na szybkie pękanie lufy, dlatego według niektórych innych źródeł miała być wycofana z uzbrojenia najpóźniej w roku 1631.